# كتائب نسوية

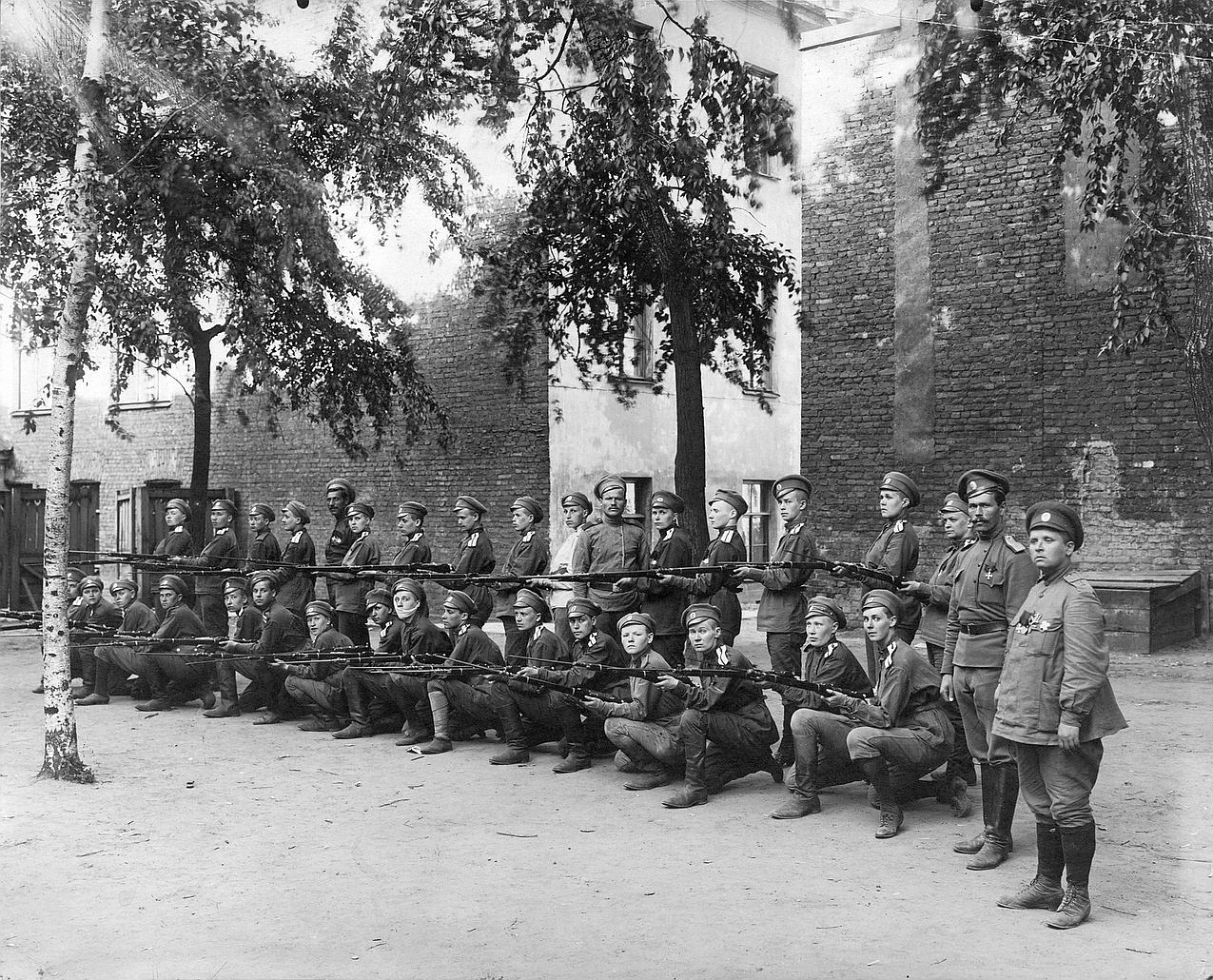
أعضاء كتيبة الموت النسائية الروسية الأولى مع قائدتهم ماريا بوخاريفا (أقصى اليمين) في عام 1917.

كانت كتائب النساء في روسيا وحدات قتالية نسائية بالكامل تم تشكيلها بعد ثورة فبراير من قبل الحكومة الروسية المؤقتة، في محاولة أخيرة لإلهام جماهير الجنود المنهكين من الحرب لمواصلة القتال في الحرب العالمية الأولى.
في ربيع عام 1917، أذنت وزارة الحرب الروسية برئاسة كيرينسكي بإنشاء ستة عشر تشكيلًا عسكريًا نسائيًا منفصلًا. صُنفت أربعٌ منها ككتائب مشاة، وإحدى عشرة منها كمفارز اتصالات، ووحدة بحرية واحدة. وقد نجحت بعض النساء في تقديم طلبات الانضمام إلى الوحدات العسكرية النظامية، ومع التخطيط لهجوم كيرينسكي، بدأ عددٌ منهن بالضغط على الحكومة المؤقتة الجديدة لإنشاء كتائب نسائية خاصة. اعتقدت هؤلاء النساء، إلى جانب عدد من كبار المسؤولين في الحكومة الروسية والإدارة العسكرية، أن الجنديات سيكون لهن قيمة دعائية كبيرة، وأن مثالهن يُنعش الرجال المنهكين والمحبطين في الجيش الروسي. وفي الوقت نفسه، أملن أن يُخجل وجود النساء الجنود الذكور المترددين ويدفعهم إلى استئناف مهامهم القتالية. 
قدرت المراسلة الأمريكية بيسي بيتي العدد الإجمالي للنساء اللواتي خدمن في هذه الوحدات المنفصلة حسب الجنس بنحو 5000 في خريف عام 1917، ولكن لم يتم نشر سوى كتيبة الموت الروسية الأولى والكتيبة الأولى في بتروجراد على الجبهة.

## قائمة الكتائب
- كتيبة الموت النسائية الروسية الأولى
- الكتيبة النسائية الأولى في بتروجراد
- كتيبة الموت النسائية الثانية في موسكو
- كتيبة الصدمة النسائية الثالثة في كوبان
- المفرزة البحرية النسائية الأولى
- ميليشيا الحرس النسائي المنفصل في مينسك
- كتيبة الصدمة النسائية ساراتوف [3]
- مفرزة كييف العسكرية النسائية [3]

ومن بين الاندفاع والفوضى، تم تشكيل العديد من الوحدات غير المصرح بها، بما في ذلك كتيبة الموت النسائية، وكتيبة الموت النسائية في ماريوبول، وكتيبة الموت النسائية في باكو، وكتيبة النساء في فياتكا، والمفرزة الأولى من الكشافة النسائية المتطوعة، وفيلق الموت النسائي في سكيمبيرسك، وكتيبة الموت النسائية في يكاترينبورغ، وكتيبة النساء الأوكرانيات، ووحدة غير مسماة نظمها اتحاد نساء طشقند

## القدر والعاقبة

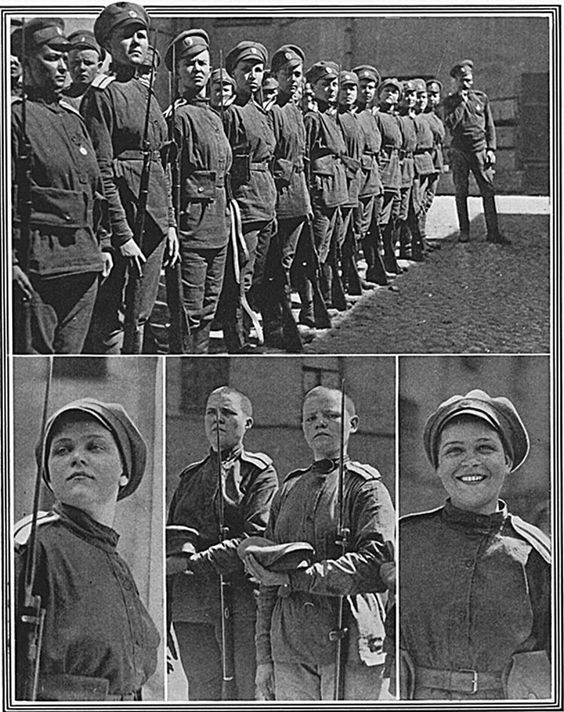
صورة دعائية لكتيبة بوتشاريفا بعد قتالهم في غاليسيا، عام 1917

في ظل غياب إجماع قاطع بين الإدارة العسكرية حول القيمة المحتملة للجنديات، بالإضافة إلى النقص الحاد الذي كانت تعاني منه البلاد آنذاك، لم يُبدِ الجيش التزامًا يُذكر تجاه المشروع. وبالتالي، لم تحظَ الوحدات النسائية بالاهتمام والدعم الكافيين من الإدارة العسكرية. وكان العديد من المسؤولين العسكريين الروس ينتظرون بفارغ الصبر رؤية أداء النساء في المعركة، وما إذا كان سيُحدثن تأثيرًا إيجابيًا على الجنود الذكور.
بعد فشل كتيبة الموت النسائية الروسية الأولى في تحقيق التأثير المقصود المتمثل في تنشيط العناصر المنهكة من الحرب في الجيش الروسي، بدأت السلطات العسكرية في التشكيك في قيمة وحدات النساء ككل. وعلى وجه الخصوص، وجدت الحكومة صعوبة في تبرير تخصيص الموارد اللازمة بشدة لمثل هذا المشروع غير الموثوق به. وبحلول أغسطس 1917، كان هناك ميل متزايد في المؤسسة العسكرية لوقف تنظيم النساء لأغراض القتال. وفي مواجهة سحب الدعم الرسمي، بدأت كتيبة الموت النسائية الثانية في موسكو في التفكك في سبتمبر. ومع ذلك، قبل حلها مباشرة، تم إرسال حوالي 500 متطوعة إلى الجبهة بناءً على طلبهن دون علم أو إذن من السلطات العسكرية. 
في مواجهة قرار بشأن ما يجب فعله بوحدات النساء، قرر الجيش في البداية تحويلهن إلى أدوار مساعدة بعيدًا عن الجبهة، مثل حراسة السكك الحديدية، لكن هذا واجه معارضة من الرجال في تلك المناصب الذين سيتم إرسالهم بدورهم إلى الجبهة. بدلاً من ذلك، في 30 نوفمبر 1917، أمرت الحكومة البلشفية الجديدة بحل أي تشكيلات عسكرية نسائية متبقية رسميًا. ومع ذلك، بقيت أعضاء كتائب النساء الأولى في بتروغراد والثالثة في معسكراتهن حتى أوائل عام 1918. واصلت بعض النساء اللائي خدمن في هذه الوحدات القتال على جانبي الحرب الأهلية الروسية.